# Fanteria per gruppo missili

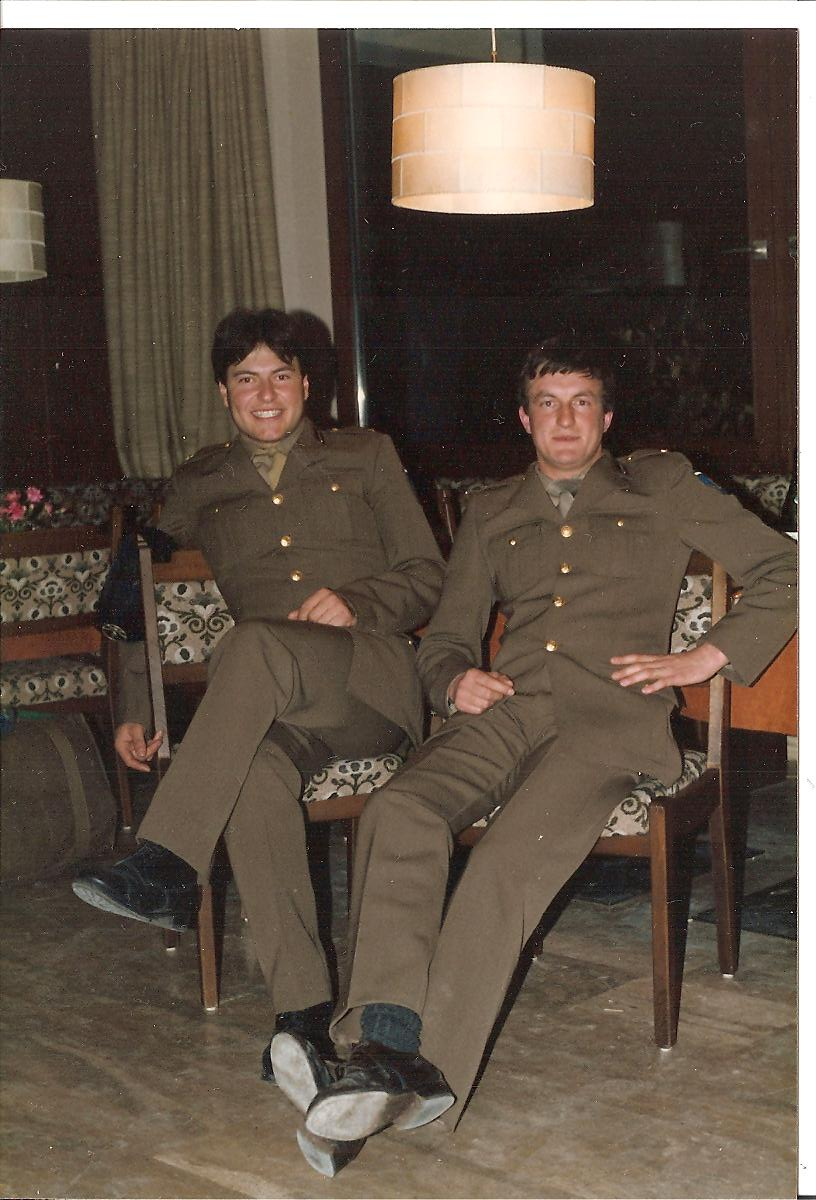

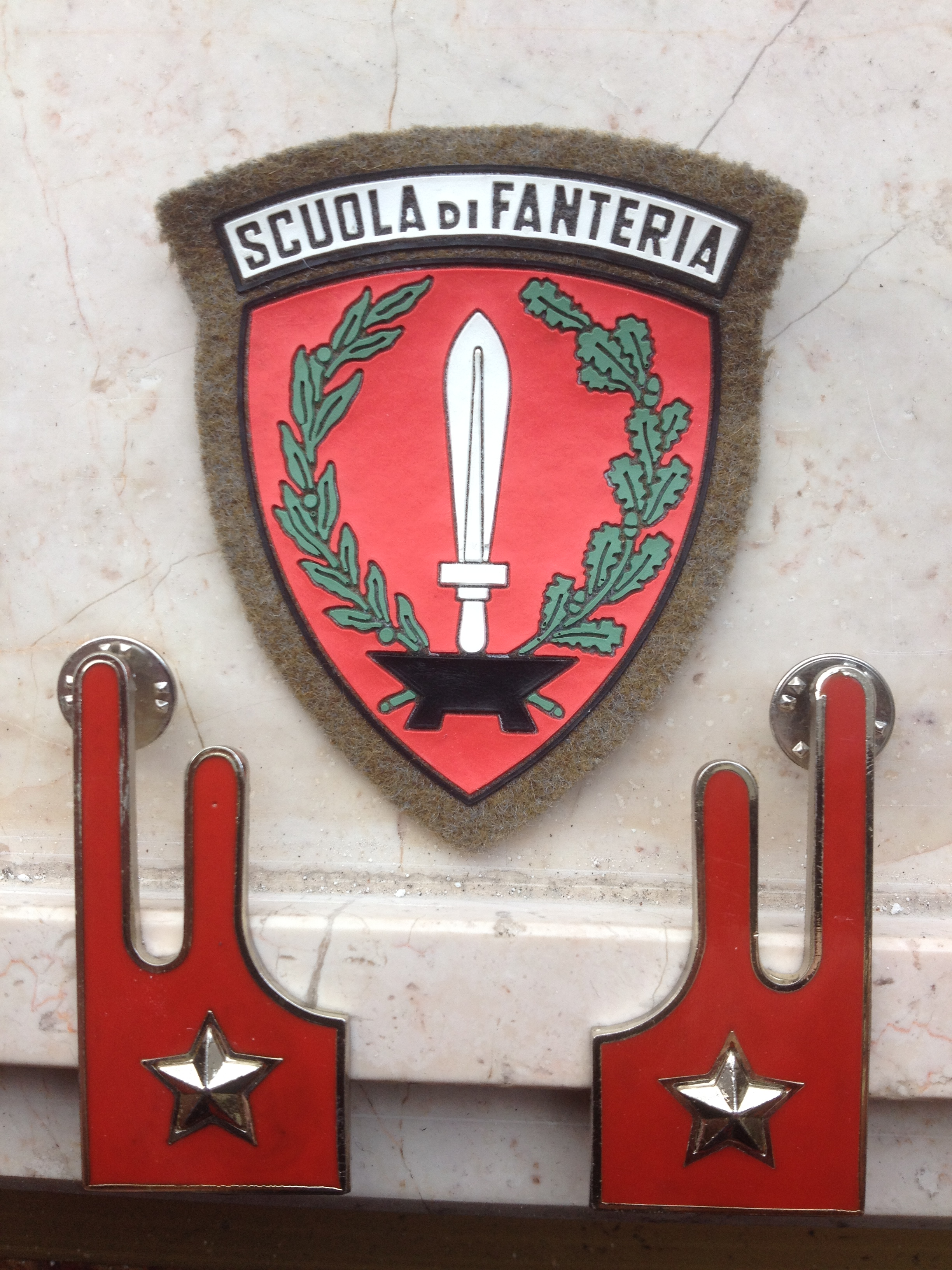
Stemma e Mostrina della Scuola di Fanteria A.U.C. Cesano di Roma, dove venivano formati gli Ufficiali delle 4 Compagnie

La Fanteria per Gruppo Missili Superficie/Superficie era una specialità d'Arma dell'Esercito Italiano, costituita da reparti di fucilieri, appositamente creata per la III Brigata missili "Aquileia". Fu istituita nel 1962 come XIII Battaglione Fanteria "Treviso" e dal 1965 consisteva in quattro compagnie autonome da combattimento. Rimase attiva fino al 1992.

## Storia
Le compagnie autonome di fucilieri della Fanteria per Gruppo Missili, note come Compagnie Fucilieri “Aquileia”, erano stanziate presso le caserme:
"Luciano Capitò" (Portogruaro)
"Giovanni Ruazzi" (Bressanone)
"Antonio Chinotto" (Vicenza)
"Francesco Zanusso" (Oderzo)
"Pietro Maset" (Codognè)
"Osoppo" (Udine)
Questi reparti avevano il compito di proteggere i siti e le missioni di lancio dei missili in forza alla Brigata, il comando stesso e le autocolonne in trasferimento. In quanto unità d’assalto, i fucilieri erano addestrati al controllo del campo di battaglia e alla controinterdizione, con capacità di risposta a incursioni offensive da parte di unità d’élite (incursori, paracadutisti, ecc.) o minacce di tipo terroristico eguerra asimmetrica. L’addestramento includeva anche esercitazioni con reparti della NATO.
I fucilieri si brevettavano come assaltatori, ricevendo una formazione superiore rispetto ai reparti standard dell’Esercito Italiano. Negli ultimi anni di attività, le compagnie raggiunsero livelli di efficienza paragonabili alle unità d’élite, grazie alla selezione attitudinale dei militari e alla specializzazione operativa. I militari venivano selezionati per le loro particolari attitudini psicofisiche, risultando idonei a compiti di elevata responsabilità e rischio.
Contrariamente a quanto spesso riportato, le compagnie non impiegavano i veicoli M113 come mezzi da combattimento, ma esclusivamente come carri comando in un periodo limitato.
Gli ufficiali di complemento al comando dei plotoni provenivano inizialmente dalla Scuola AUC di Ascoli Piceno, poi dalla Scuola di Fanteria di Cesano di Roma, con una prima specializzazione in “Fanteria Motorizzata”. Solo una parte accedeva successivamente ai reparti scelti della Fanteria per Gruppo Missili.
Per la difesa delle postazioni di tiro, il XIII Battaglione Fanteria “Treviso” fu istituito il 18 febbraio 1962, con sede a Vicenza e strutturato su quattro compagnie fucilieri di supporto. Dopo lo scioglimento del battaglione il 9 dicembre 1965, le compagnie continuarono a operare come unità autonome di sicurezza, assegnate ai gruppi del 3º Reggimento Artiglieria Missili della III Brigata Missili, poi riorganizzate sotto la 3ª Brigata Missili “Aquileia”.
Dal 1975, le compagnie adottarono le mostrine del 92º Reggimento Fanteria “Basilicata”, inizialmente di stanza a Portogruaro e successivamente a Foligno.
1ª Compagnia Fucilieri fu costituita nel 1965 e stanziata presso la Caserma “Pietro Maset” di Codognè (TV). Inizialmente assegnata al III Gruppo del 3º Reggimento Artiglieria Missili, la compagnia aveva il compito di garantire la sicurezza dei siti missilistici e delle autocolonne in movimento.
Nel 1975, a seguito della ristrutturazione dell’Esercito, fu riassegnata al 3º Gruppo Missili “Volturno”, operando in stretta collaborazione con il 12th US Army Field Artillery Detachment del 559th US Artillery Group.
La compagnia era incaricata della protezione di siti strategici, alcuni dei quali mai resi pubblici, e svolgeva attività di sicurezza in scenari ad alta sensibilità operativa. I suoi militari venivano selezionati per attitudini psicofisiche superiori, e l’addestramento, che includeva esercitazioni con reparti NATO, era di livello paragonabile alle unità d’élite dell’Esercito Italiano. I fucilieri si brevettavano come assaltatori, con competenze specifiche nella controinterdizione e nella difesa da incursioni speciali.
Il 1º gennaio 1980, la compagnia assunse la denominazione ufficiale di 1ª Compagnia Fucilieri “Aquileia”, inquadrata nella 3ª Brigata Missili “Aquileia”. Rimase attiva fino al 9 dicembre 1992, data del suo scioglimento in seguito alla dismissione della Brigata e alla fine del programma missilistico Lance.

### 2ª Compagnia Fucilieri
La 2ª Compagnia Fucilieri, dopo lo scioglimento del XIII btg. f., fu assegnata al II Gruppo del 3º Reggimento Artiglieria Missili di stanza in Portogruaro (VE). Nel luglio del 1975, a seguito dello scioglimento del 3º rgt. msl., la Compagnia, divenuta autonoma, viene posta alle dirette dipendenze del Comando III Brigata Missili. Nel febbraio del 1976 viene trasferita nella sede di Vicenza alle dipendenze disciplinari ed amministrative del 21º Battaglione Genio Pionieri “Timavo”; continuerà a restare autonoma nell'impiego e direttamente dipendente dal Comando 3ª Brigata Missili che, nel frattempo, assumeva la denominazione di “Aquileia”. Con la costituzione del 92º Battaglione fanteria "Basilicata", unitamente alle altre Compagnie fucilieri, ne adottò le mostrine. A seguito della contrazione a compagnia del 21º Battaglione Genio Pionieri “Timavo”, la 2ª Compagnia Fucilieri tornò ad essere autonoma il 1º gennaio 1980, assumendo la denominazione di 2ª Compagnia Fucilieri “Aquileia”. Resterà nella Caserma "Antonio Chinotto" di Vicenza fino al 27 novembre 1983, data del trasferimento nella Caserma "Luciano Capitò" di Portogruaro. Venne soppressa il 31 dicembre 1990 a seguito dell'avvio dello scioglimento, della III Brigata Missili “Aquileia”.

### 3ª Compagnia Fucilieri
La 3ª Compagnia Fucilieri fu creata il 9 dicembre 1965; stanziata a Oderzo (TV), fu assegnata al III Gruppo del 3º Reggimento Artiglieria Missili. Nel 1975 fu assegnata al 3º Gruppo Missili "Volturno". Era responsabile della sicurezza del sito "Altair" di Chiarano (TV) ed operava in coordinamento con il 12th US army field artillery detachment  del 559° US artillery group. Il 1º gennaio 1980 assume la denominazione di 3ª Compagnia Fucilieri "Aquileia". Fu sciolta il 9 dicembre del 1992.

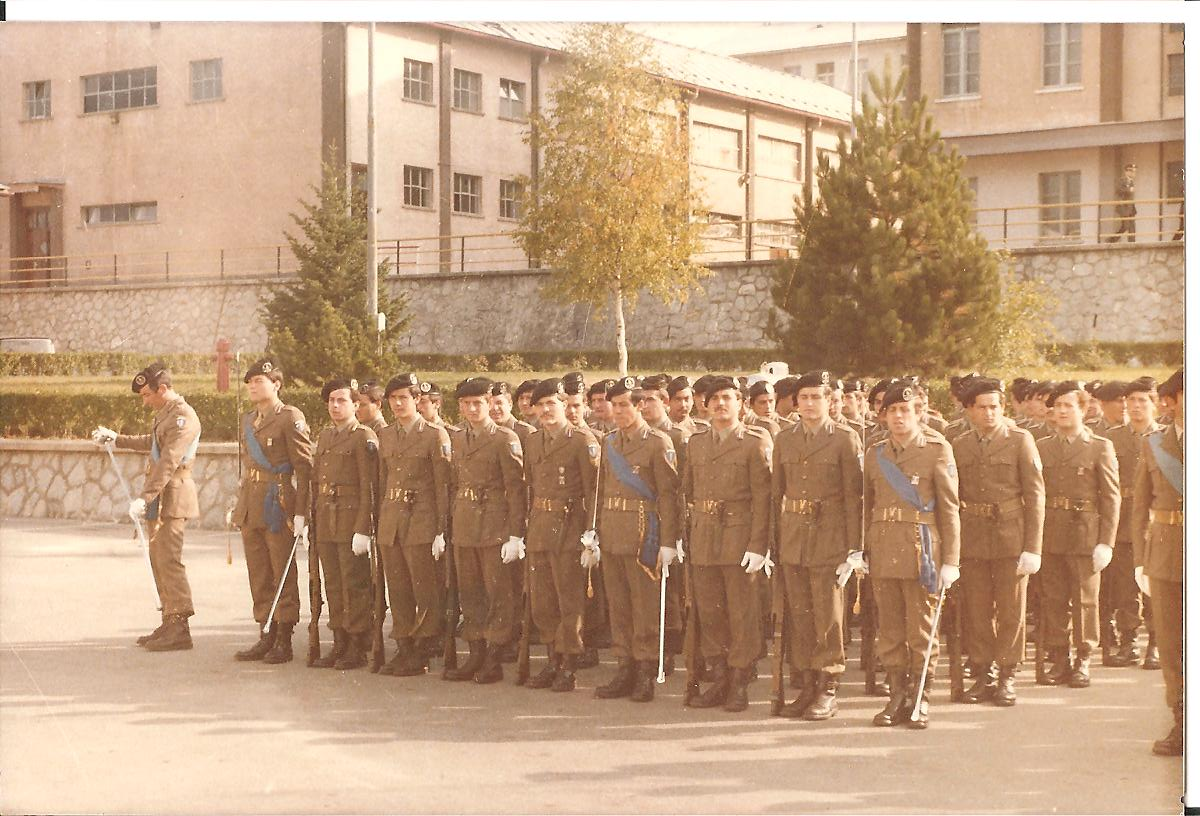
4ª Compagnia Fucilieri di Sicurezza Aquileia 1980 della 3ª Brigata Missili "

### 4ª Compagnia Fucilieri
La 4ª Compagnia Fucilieri fu creata il 9 dicembre 1965; stanziata a Elvas (BZ) fu assegnata al IV Gruppo del 3º Reggimento Artiglieria Missili. Nel luglio 1973 fu assegnata al XIV Gruppo Artiglieria Pesante, denominato dal 1975 1º Gruppo Artiglieria Pesante "Adige". Nel luglio 1983 fu trasferita a Udine ed assegnata al 27º Gruppo artiglieria pesante semovente "Marche". Fu sciolta nel 1992.

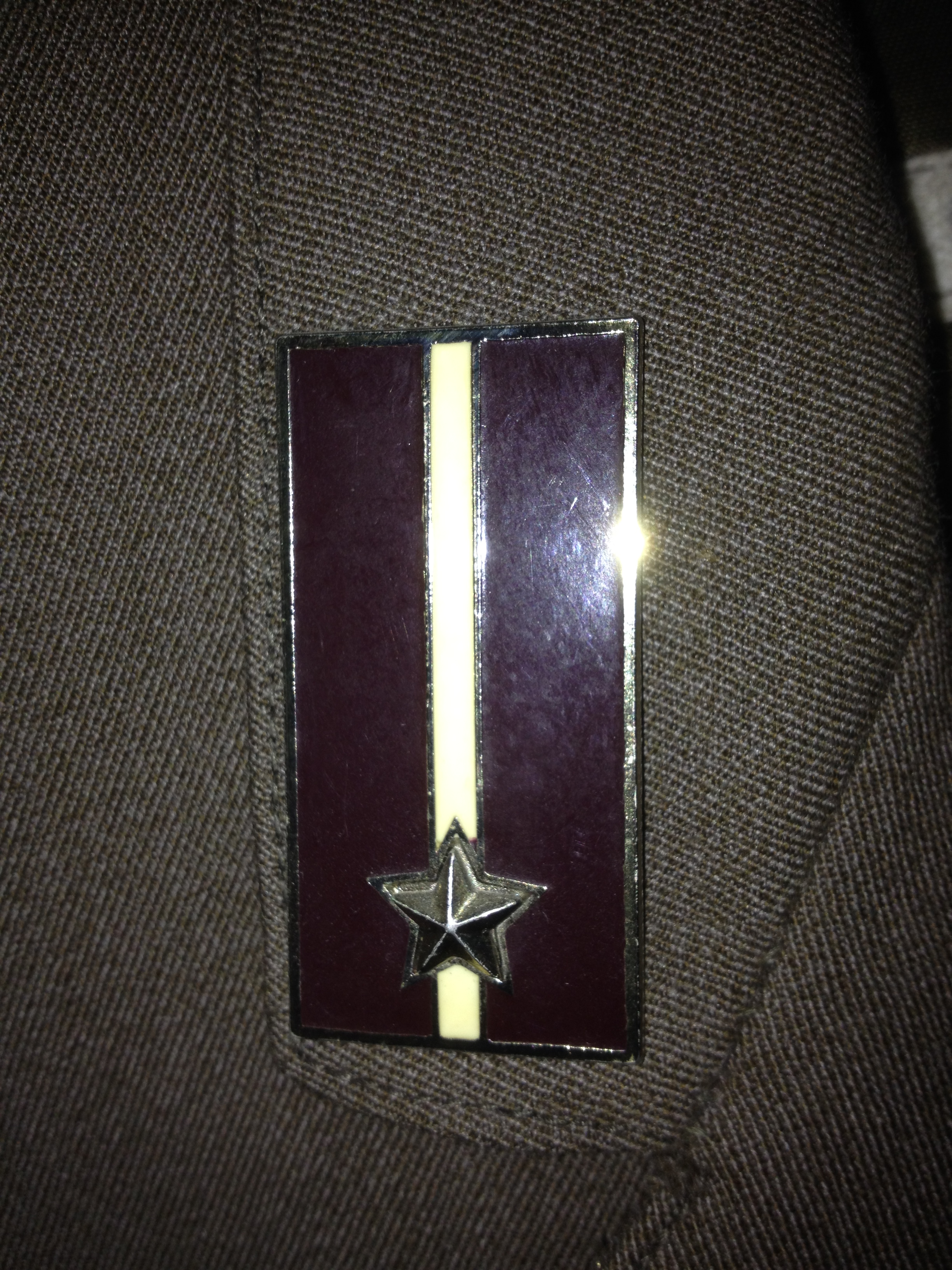
Mostrina 4 Compagnia Fucilieri 3 Brigata Missili.

La 4ª Compagnia Fucilieri era addetta alla sicurezza del sito "Rigel",l'area fu istituita nel 1967 circa in base agli accordi NATO stipulati precedentemente tra il governo italiano e quello statunitense riguardanti l'impiego di armamento nucleare. Il sito che si estendeva su una collina di 10,6 ettari nel territorio comunale di Naz-Sciaves era identificato in due zone quella "italiana" era conosciuta come polveriera Nazionale, mentre a est si trovava quella soggetta all'amministrazione americana chiamata polveriera Nato. I soldati americani sempre presenti avevano il controllo dell'accesso dell'area di esclusione.in cui si trovavano gli ingressi di due bunker Hindo e Juliette.Il compito dei fanti italiani era di guardia ed in caso di allarme per un attacco esterno era previsto un piano difensivo con l'intervento della guardia smontante dal corpo di guardia principale. Il corpo di guardia principale controllava e autorizzava l'ingresso avvisando chi era in polveriera dell'imminente arrivo americano. Una volta superato il secondo controllo italiano, alla garrita numero cinque posta al'ingresso dell'enclave, c'era da superare il controllo interno americano all'ultimo cancello di accesso alla zona bunker americana. Qui la sicurezza era affidata al 11th US army field artillery detachment appartenente al 559° US artillery group, mentre la supervisione al sito era affidata al 559th US Army Artillery Detachment.[2] Il complesso dista a poco meno di due chilometri dalla caserma "Giovanni Ruazzi", di Elvas, dove dal 1º ottobre 1975 era stanziato il 1º Gruppo artiglieria pesante "Adige" (gemello del 9º Gruppo artiglieria pesante "Rovigo"), stanziato a Verona, della 3ª Brigata missili "Aquileia", un'unità dell'esercito italiano a capacità nucleare. Fino al 1983 i fanti della 4ª Compagnia Fucilieri, chiamati anche "I Lupi di Elvas", erano aggregati al 1º Gruppo artiglieria pesante "Adige" con linea di comando direttamente dipendenti dal Comando della 3ª Brigata missili "Aquileia" con sede a Portogruaro, furono la sola forza di guardia dell'intero deposito "Rigel" situato e mimetizzato su un altopiano quotidianamente sorvolato anche dai nostri caccia intercettori.
La Caserma "Giovanni Ruazzi" aveva al suo interno aree che, seppur condivise e protette da un unico muro esterno di cinta erano divise anche da un muro interno che delimitava con precisione la zona di esclusività americana da quella italiana, ognuno svolgeva i propri doveri e compiti nel rispetto dei regolamenti senza eccessi di confidenza tra le parti.

## I Comandanti
13º Btg. f. "Treviso" (Vicenza):
- 1962 - 65 ???

1ª Cp. Fuc. (Vicenza / Codognè):
- 1962 - 65 ???
- 1965 - 79 Cap. Gustavo Daniele
- 1979 - 86 Cap. Sandro Andreini
- 1987 - 88 Cap. Francesco Persano
- 1988 - 92 Cap. Stefano Petrassi

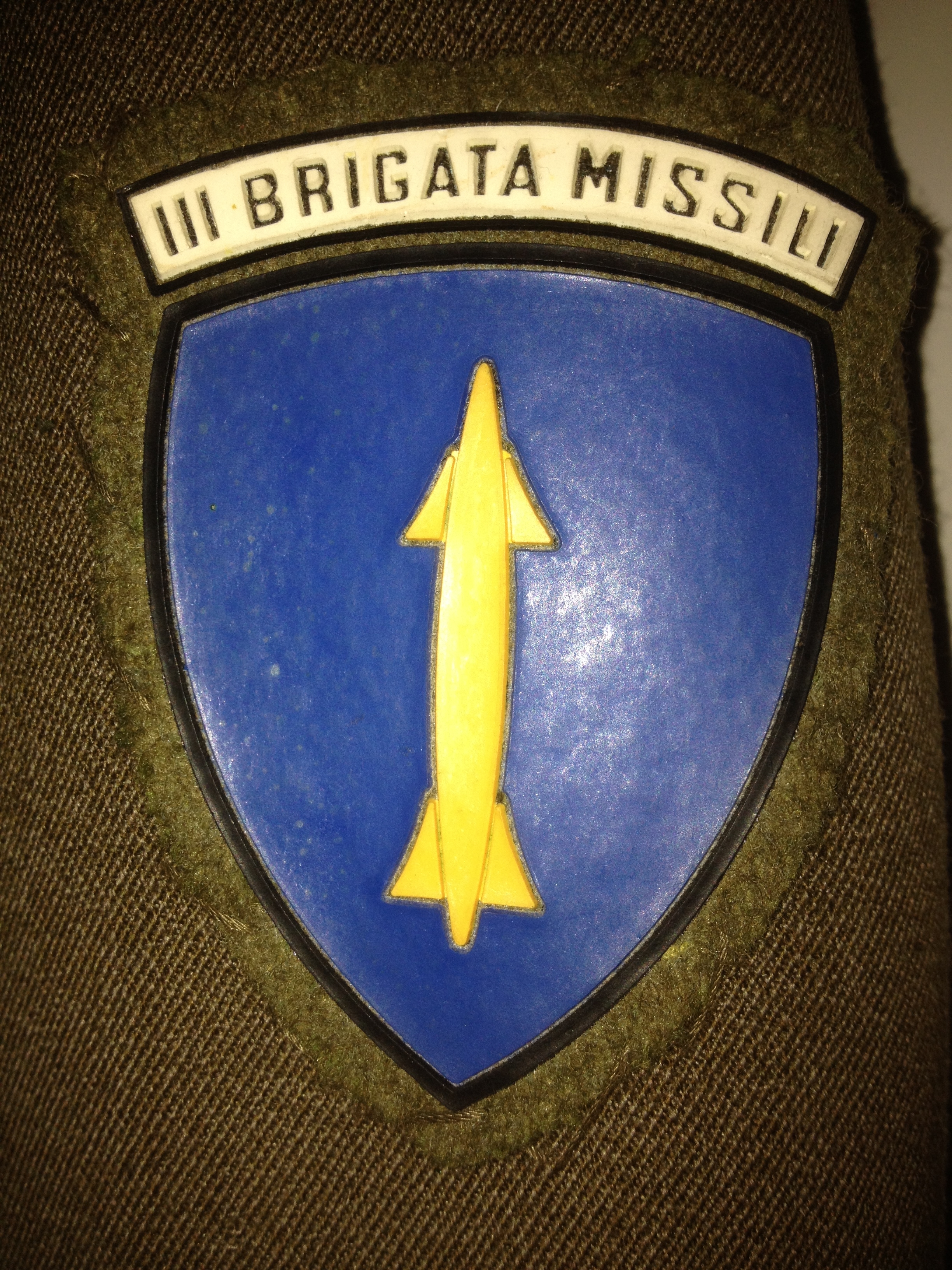
Stemma Terza Brigata Missili "Aquileia"

2ª Cp. Fuc. (Vicenza / Portogruaro / Vicenza / Portogruaro)
- 1962 - 65 ???
- 1965 - 70 Cap. Francesco Pescosolido
- 1970 - 72 Cap. Oronzo Ingrosso
- 1972 - 74 Cap. Antonio Di Bello
- 1974 - 76 Cap. Giovanni De Blasio
- 1976 - 78 Cap. Vittorio Isoldi
- 1979 - 81 Cap. Eugenio Boccuni
- 1981 - 88 Cap. Antonio Cosentino
- 1988 - 89 Cap. Adriano Siboni
- 1989 - 90 Cap. Roberto Zanetti
- 1990 - 92 ???

3ª Cp. Fuc. (Vicenza / Oderzo):
- 1962 - 68 Cap. Mario Sessa
- 1967 - 70 Cap. Nicola Cagnino
- 1970 - 72 Cap. Luciano Lazzarin
- 1972 - 75 Cap. Mauro Rapisarda
- 1975 - 78 Ten. Giovanni Dorcich
- 1978 - 79 Cap. Vittorio Isoldi
- 1979 - 86 Cap. Francesco Persano
- 1986 - 92 Cap. Guido Garezzo

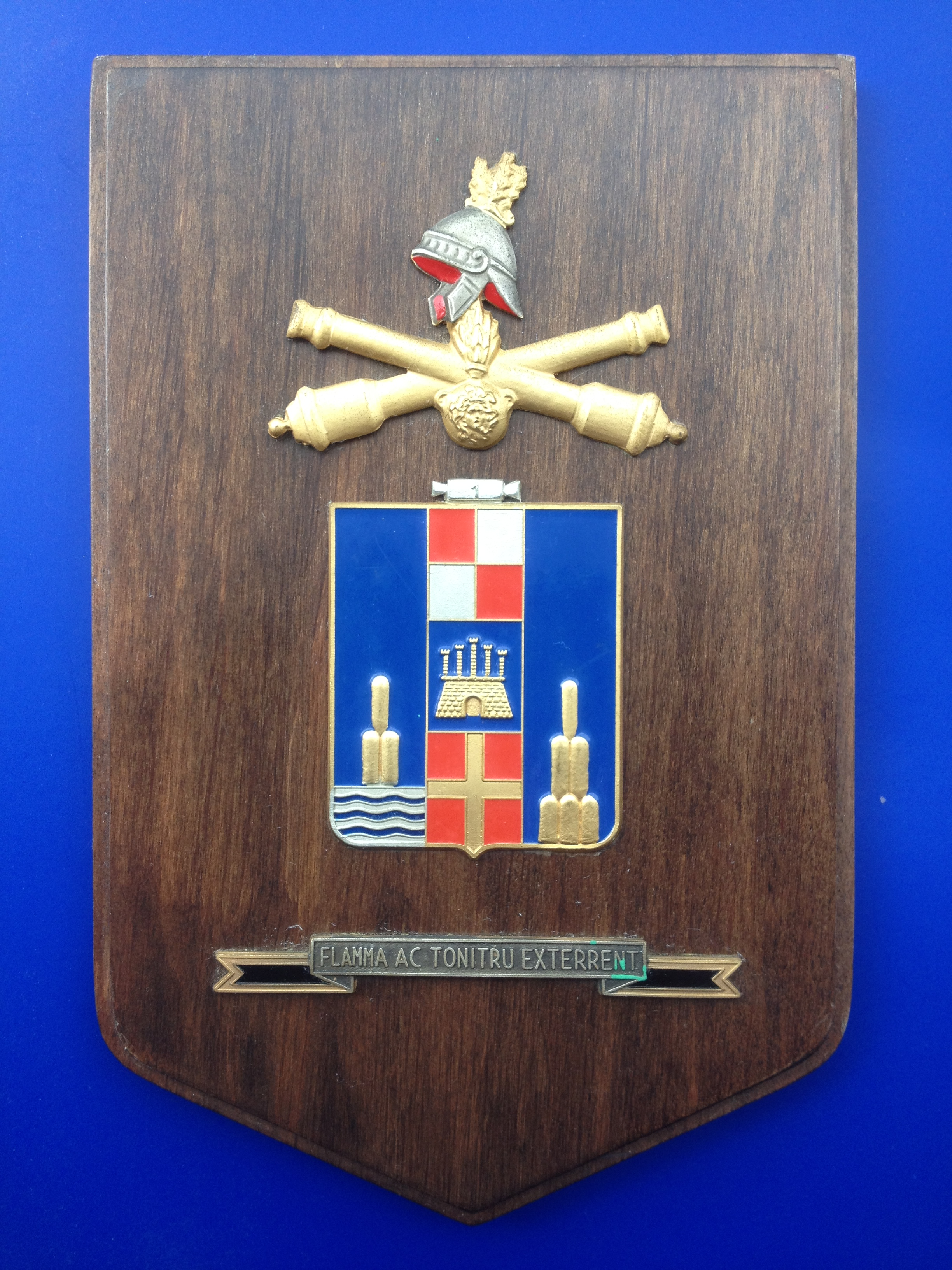
1º Gruppo artiglieria pesante "Adige" - stemma che veniva dato al congedo degli Ufficiali di Complemento

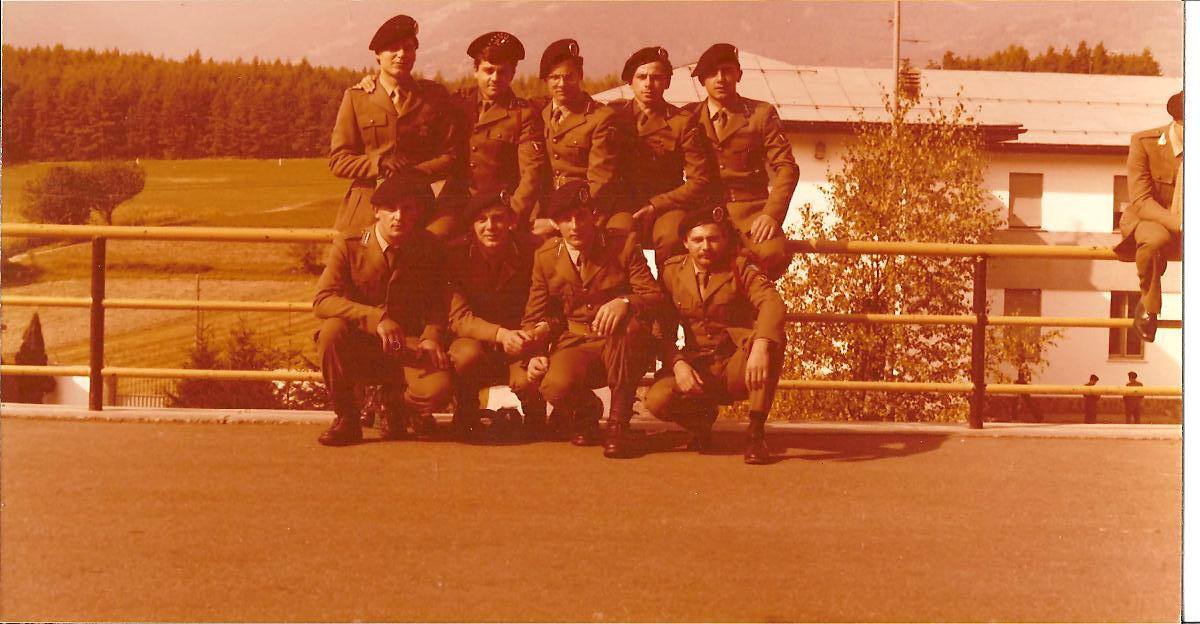
Ufficiale e alcuni soldati della 4 Compagnia in foto ricordo la sera prima del congedo, anno 1980/81

4ª Cp. Fuc. (Vicenza / Elvas / Udine):
- 1962 - 65 ???
- 1965 - 68 Cap. Montesano
- 1968 - 74 Cap. Giovanni Conti
- 1974 - 76 Cap. Biagio Puliatti
- 1977 - 78 Cap. Orazio Puleo
- 1979 - 81 Cap. Mario D'Antino, Ten. Vincenzo Dami
- 1982 - 92 Cap. Vincenzo Dami